# Theodore Sherman Palmer
Theodore Sherman Palmer (ur. 26 stycznia 1868 w Oakland, zm. 24 lipca 1955) – amerykański zoolog.

## Życiorys
Palmer urodził się w Oakland, studiował na University of California. W 1889 podjął pracę w wydziale 'Economic Ornithology and Mammalogy' Departamentu Rolnictwa USA kierowanego przez Clinton Hart Merriam. W latach 1896 do 1902, oraz później od 1910 do 1914 był asystentem szefa wydziału. Jego zainteresowania objęły prace legislacyjne ochrony środowiska. W latach od 1902 do 1910 i od 1914 do 1916 kierował pracami organizacji zajmującej się tym zakresem działań. 
Napisał wstępny projekt traktatu o ochronie ptaków migrujących między Kanadą a Stanami Zjednoczonymi (1916) i był przewodniczącym komitetu, który przygotował pierwsze regulacje w wędrownych ptaków (Treaty Act, 1918). Odszedł na emeryturę w 1933 roku. 
Palmer był członkiem około 25 amerykańskich, oraz czterech zagranicznych naukowych organizacji ochrony przyrody. Był wiceprzewodniczącym Amerykańskiego Towarzystwa Mammalogicznego (1928 do 1934) i współzałożycielem National Audubon Society. 